# Chiesa di Sant'Antonio (Venezia, Pellestrina)
La Chiesa di Sant'Antonio è una parrocchiale dell'isola di Pellestrina; seppur amministrativamente collocata nel comune di Venezia fa parte però della diocesi di Chioggia (forania di Chioggia-Pellestrina).

## Storia
Eretta come semplice oratorio nel 1612, fu ampliata a partire dal 1703.
Nel 1872 venne elevata a parrocchia per volontà del vescovo Domenico Agostini.